# 1940年の政治
1940年の政治（1940ねんのせいじ）では、1940年（昭和15年）の政治分野に関する出来事について記述する。

## できごと

### 1月
- 1月6日 - 興亜院会議、「支那新中央政権」樹立に関する基本要綱を承認。汪兆銘支援で意見一致。8日に閣議決定。
- 1月7日 - 阿部信行内閣不信任署名賛成議員、各会派合わせて276名に達する。
- 1月8日 - 畑俊六陸軍大臣が、衆議院の解散に反対し内閣総辞職を主張。
- 1月9日
  - 畑俊六陸相と阿南惟幾陸軍次官、武藤章陸軍省軍務局長ら陸軍省首脳が会談。阿南次官ら阿部内閣総辞職を迫る。
  - 武藤章軍務局長、畑陸相と確認の上、近衛文麿枢密院議長を訪問し、軍の総意として挙国一致内閣組閣を要請。
- 1月12日 - ソビエト連邦、フィンランド各都市を空襲。
- 1月13日
  - 畑陸相、近衛文麿枢密院議長を訪問し、次期首相への出馬を要請。
  - 近衛文麿枢密院議長、湯浅倉平宮内大臣の組閣要請に大意、財政経済問題に自信がないと固辞。
- 1月14日 - 日本、阿部内閣総辞職。
- 1月16日 - 日本、米内内閣成立。
- 1月19日 - 米内内閣、首相官邸で興亜院会議を開催。日中戦争処理既定方針の踏襲と汪兆銘政権樹立育成を決定。
- 1月21日
  - 東方会、第二回全国大会。「反政府」を表明する。
  - 英国軍艦、横浜に向け航行中の浅間丸を千葉県沖で臨検し、ドイツ人船客21人を引致（浅間丸事件）。
- 1月26日 - 日米通商航海条約、失効。以後、日米間は無条約状態に突入。
- 1月27日 - 陸軍省、身体検査規則の一部改正公布。目、耳、鼻などの疾病異常も支障が無い場合、採用することに決定。

### 2月
- 2月1日 - 第75帝国議会再開。
- 2月2日 - 斎藤隆夫の反軍演説。
- 2月5日 - 浅間丸事件に関して、日英交渉で英国側が軍籍に関係ない9名を引き渡すことで解決。

### 3月
- 3月3日 - 斎藤隆夫、民政党を離党。
- 3月6日 - 懲罰委員会、全会一致で斎藤隆夫の議員除名処分を決定。
- 3月7日 - 斎藤隆夫、議員除名処分。
- 3月9日 - 衆議院で聖戦貫徹決議案可決。
- 3月12日
  - ソビエト連邦とフィンランド、モスクワで平和条約に調印。冬戦争終わる。
  - 汪兆銘政権、和平建国宣言を発表。
- 3月15日 - 安部磯雄社会大衆党党首、同党を離党表明。除名された片山哲らと行動を共にする。
- 3月21日
  - 貴族院本会議、昭和16年度総予算、臨時軍事費、各特別会計予算（総額152億円）を無修正可決、成立。
  - フランスで第5次エドゥアール・ダラディエ内閣総辞職。アルベール・ルブラン大統領、ポール・レイノーに組閣命令。
- 3月25日 - 聖戦貫徹議員連盟発足。
- 3月29日 - 所得税法改正。源泉課税（現在の源泉徴収）開始。
- 3月30日 - 南京国民政府（汪兆銘政権）樹立。

### 4月
- 4月8日 - 国民体力法公布（9月26日施行）。
- 4月9日 - ナチス･ドイツ、デンマーク、ノルウェー両国に最後通牒。
- 4月15日 - 有田八郎外務大臣、蘭印の現状変更に関心有りと表明。
- 4月17日 - コーデル・ハル米国務長官、有田外相発言に対して警告を声明。

### 5月
- 5月1日 - 国民優生法公布（昭和16年7月1日施行）。
- 5月10日
  - イギリス、ネヴィル・チェンバレン内閣総辞職。
  - イギリスがアイスランドに侵攻。
- 5月15日 - オランダ、ドイツに降伏。
- 5月28日 - ベルギー、ドイツに降伏。

### 6月
- 6月、ソビエト連邦、リトアニア、ラトビア、エストニアに侵攻。
- 6月3日 - 聖戦貫徹議員連盟、「政治体制整備に関する方策」を決定。既存政党の解散と一国一党の結成を主唱。
- 6月10日
  - イタリアが、イギリス、フランスに宣戦布告。
  - ノルウェー、ドイツに降伏。
- 6月14日 - ドイツ軍がパリ入城。
- 6月19日 - 日本、フランスに対漢援助禁止を警告。
- 6月24日 - 近衛文麿、枢密院議長を辞任。挙国一致の新体制運動推進を表明。
- 6月30日 - モンゴル人民共和国、新憲法公布。

### 7月
- 7月6日 - 社会大衆党解党大会。
- 7月7日 - 奢侈品等製造販売制限規則（七・七禁令）施行。
- 7月8日 - 日本労働総同盟解散。
- 7月10日
  - ナチス・ドイツによるイギリス本土空襲、いわゆるバトル・オブ・ブリテンが始まる。
  - フランスのヴィシー政権が第三共和政憲法を廃棄し、フィリップ・ペタンを国家主席とすることだけを定めた新憲法を採択。
- 7月15日 - 満州国の新京に建国神廟が創建される。
- 7月16日 - 米内内閣、陸軍の圧力による閣内不統一（畑俊六陸相の単独辞職）で総辞職。
- 7月20日 - デンマークが国際連盟を離脱。
- 7月21日 - リトアニア、ラトビア、エストニア、独立した「社会主義共和国」であると宣言。
- 7月22日 - 第2次近衛内閣成立。
- 7月25日 - スイスの最高指導者アンリ・ギザン将軍が「リュトリ演説」で武装中立を宣言。
- 7月26日 - 閣議、基本国策要綱（大東亜新秩序、国防国家の建設方針）を決定（8月1日発表）。
- 7月27日 - 大本営政府連絡会議、「世界情勢の推移に伴う時局処理要綱」を決定。
- 7月 - 松岡洋右外相が「大東亜共栄圏」構想を説明。日ソ独伊の四国同盟も構想される。

### 8月
- 8月3日 - ソ連、リトアニアを併合。
- 8月7日 - ドイツ、アルザス＝ロレーヌ（エルザス＝ロートリンゲン）を編入。
- 8月15日 - 立憲民政党の解散で、議会制民主主義が実質上停止。

- 8月 - 大日本農民組合解散。

### 9月
- 9月7日 - クライオヴァ条約締結。ルーマニア、南ドブルジャをブルガリアに割譲。
- 9月23日 - 日仏印軍事協定成立。
- 9月27日 - 日独伊三国軍事同盟成立。

### 10月

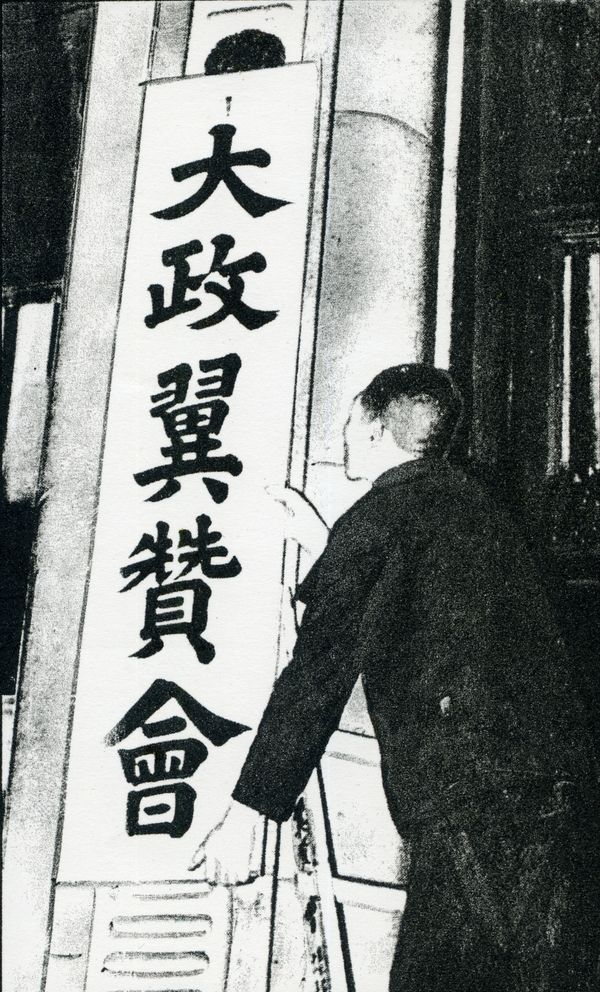
大政翼賛会が発足した。

- 10月1日 - 第5回国勢調査（総人口1億522万余人）。
- 10月12日 - 大政翼賛会成立。
- 10月31日 - バトル・オブ・ブリテン終了。

### 11月

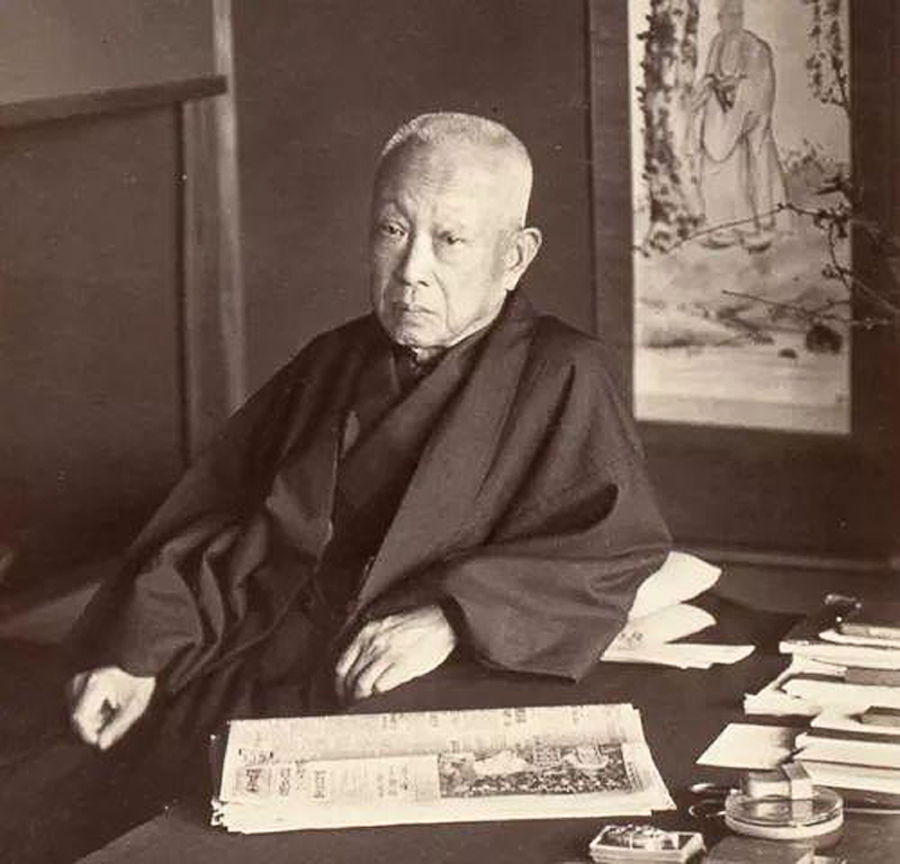
最後の元老、西園寺公望死去。

- 11月5日 - アメリカ合衆国大統領選挙で現職のフランクリン・ルーズベルトが勝利。アメリカではじめての3期目の大統領となる。
- 11月10日 - 紀元二千六百年記念行事。
- 11月20日 - ハンガリー、ルーマニア、スロバキアが枢軸国に加わる。
- 11月23日
  - 大日本産業報国会結成。
  - タイ・フランス領インドシナ紛争。
- 11月24日 - 西園寺公望死去。
- 11月27日 - ルーマニアでイオン・アントネスクによるクーデター。ニコラエ・ヨルグを含む、亡命中の旧国王カロル2世の支持者60人以上が逮捕・処刑される。

### 12月
- 12月、内閣情報局設置。
- 12月24日 - 第76議会召集。